# Integrated Environmental Assessment and Management
Integrated Environmental Assessment and Management (IEAM) ist eine englischsprachige Peer-Review-Fachzeitschrift, die von der Society of Environmental Toxicology and Chemistry (SETAC) publiziert wird. Es beinhaltet Originalforschungs- sowie Reviewartikel in Umweltwissenschaften und Toxikologie.
In der Zeitschrift sollen neue Informationen präsentiert, der Dialog gefördert und neue Methoden für die Analyse ökologischer, chemischer, ingenieurtechnischer, physikalischer und sozialwissenschaftlicher Forschung zur Verbesserung von Umweltmanagementstrategien, Politik und Regulierung sowie zur Problemlösung unterstützt werden.
IEAM deckt folgende Kernthemen ab:
- Wissenschaftsgestützte Regulierung, Politik und Entscheidungsfindung
- Gesundheitliche und ökologische Risiko- und Folgenabschätzung
- Wiederherstellung und Management von geschädigten Ökosystemen
- Erhaltung von Ökosystemen
- Management großräumiger Umweltveränderungen

Der Impact Factor lag im Jahr 2021 bei 3,084.